# آسیاب‌آبی میانی طغرالجرد
آسیاب آبی میانی طغرالجرد مربوط به سده‌های ۱۰ تا ۱۳ ه‍.ق - دوره قاجار است و در شهرستان کوهبنان، بخش طغرالجرد، دهستان طغرالجرد، روستای طغرالجرد، قبل از دوراهی کوهبنان، کیانشهر، سمت چپ آسیاب آبی میانی طغرالجرد واقع شده و این اثر در تاریخ ۱۸ اسفند ۱۳۸۷ با شمارهٔ ثبت ۲۵۲۹۹ به‌عنوان یکی از آثار ملی ایران به ثبت رسیده است.